# Lerdxai Khamthama
Lerdxai Khamthama (ur. 26 listopada 2003) – laotański zapaśnik walczący w stylu wolnym. Brązowy medalista igrzysk Azji Południowo-Wschodniej w 2023, a także mistrzostw Azji Południowo-Wschodniej w 2023 roku.